# منصوره علیا
منصوره علیا، روستایی از توابع بخش مرکزی شهرستان شادگان در استان خوزستان ایران است.

## جمعیت
این روستا در دهستان حسینی قرار دارد و براساس سرشماری مرکز آمار ایران در سال ۱۳۸۵، جمعیت آن ۳٬۱۸۹ نفر (۶۰۵خانوار) بوده‌است.